# Strongylaspis dohrni
Strongylaspis dohrni là một loài bọ cánh cứng trong họ Cerambycidae.